# Дом № 21 по улице Ленина
Дом № 21 по улице Ленина в Симферополе — памятник архитектуры XIX века.

## История
Одноэтажный каменный дом построен на Лазаревской улице (современной Ленина) в 1830-е годы. Архитектор неизвестен. На квартире В. В. Келлера здесь некоторое время проживал писатель Лев Толстой (1828—1910). В 1920-е годы в доме проживала революционерка Евгения Багатурьянц (1889—1960).
Решением Крымского облисполкома от 5 сентября 1969 года здание как «Дом Фесенко (дом, в котором жил Л. Н. Толстой)» было включено в список памятников. 15 января 1980 года Крымский облисполком установил охранную зону в пределах площади здания.